# Qatar Open 1983
Die Qatar Open 1983 im Badminton fanden vom 6. bis zum 7. Februar 1983 statt.

## Finalresultate
| Disziplin    | Sieger                            | Finalist                     | Ergebnis          |
| ------------ | --------------------------------- | ---------------------------- | ----------------- |
| Herreneinzel | George Thomas                     | M. K. Joseph                 | 15–6, 10–15, 15–6 |
| Dameneinzel  | Naghmana Javed                    | Margaret R. Jones            | 11–12, 11–0, 11–3 |
| Herrendoppel | Siddiq Ahmed Dar Riaz Jafar Natiq | M. K. Joseph Anwar H. Khan   | 18–15, 18–16      |
| Damendoppel  | Naghmana Javed Jane Brown         | Margaret R. Jones Ann Murray | 15–5, 18–13       |
| Mixed        | M. K. Joseph Naghmana Javed       | Anwar H. Khan Margaret Davy  | 15–5, 15–7        |